# Индивидуально вентилируемые клетки

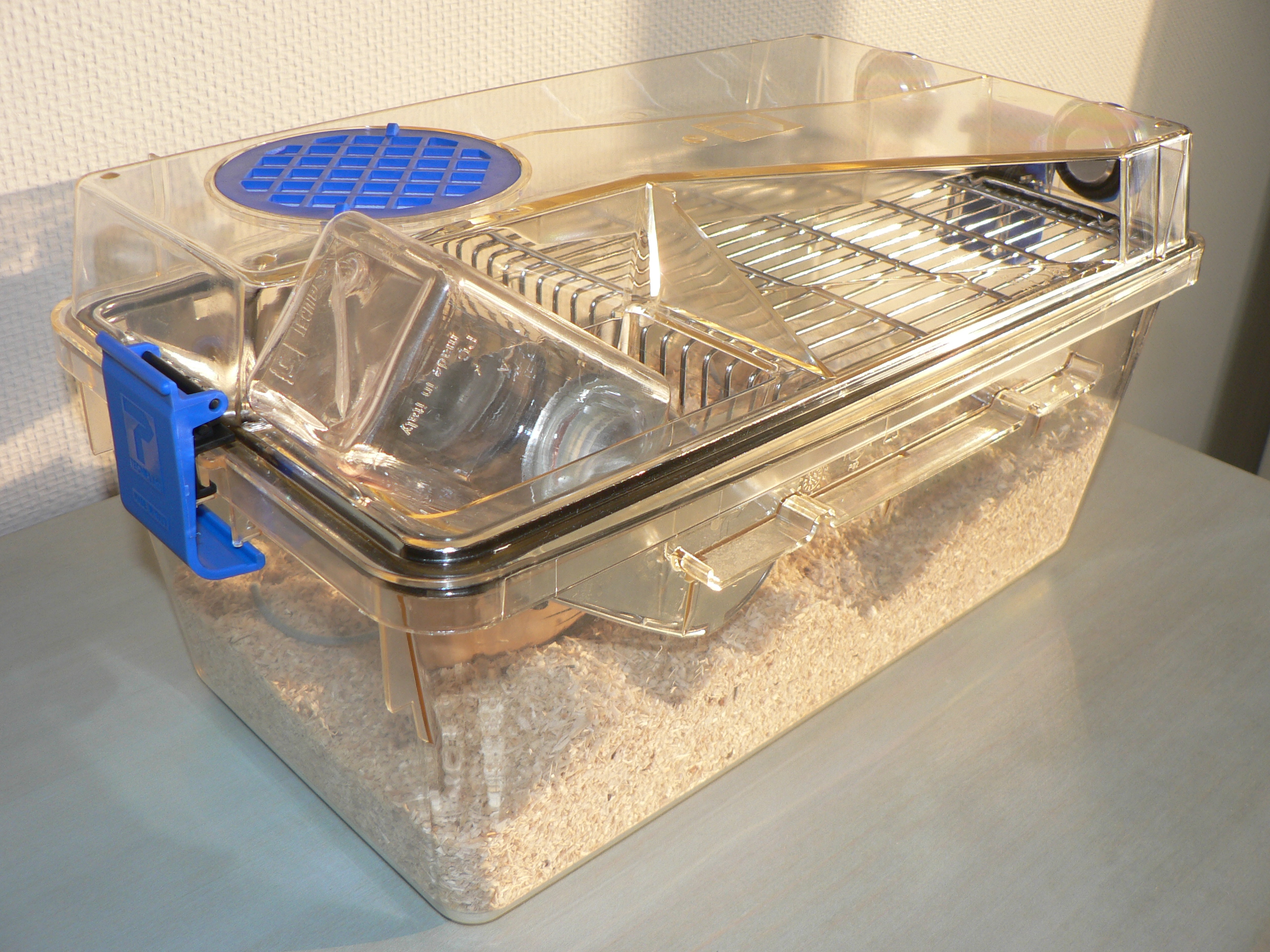
Клетка для лабораторных мышей.

Индивидуально вентилируемые клетки (ИВК) предназначены для содержания в виварии лабораторных животных SPF-категории, позволяют избежать контаминации животных и персонала, защищают от пыли и аллергенов, способствуют созданию оптимального микроклимата в каждой отдельной клетке.

## Устройство ИВК
Индивидуально вентилируемые клетки изготавливаются из специальных синтетических поликарбонатов обеспечивающих герметичность бокса, содержащиеся в них животные полностью защищены от воздействия внешней среды с помощью HEPA-фильтров.
Современная индустрия разработала множество образцов ИВК и постоянно их совершенствует. Так, созданы автоматизированные устройства, которое открывают и закрывают индивидуально вентилируемые клетки, осуществляют кормление животных и чистку бокса. Специальные блоки управления, позволяют регулировать температуру и принудительно вентилировать клетки.